# Кубическая сингония
В кристаллографии куби́ческая сингони́я — одна из семи сингоний. Элементарная ячейка кристалла кубической сингонии определяется тремя векторами равной длины a, перпендикулярными друг другу. Объём ячейки равен a3.
В кубической сингонии существует три вида решёток Браве: примитивная, объёмно-центрированная и гранецентрированная.
| простая | объёмно-центрированная | гранецентрированная |
| ------- | ---------------------- | ------------------- |
| простая | объёмно-центрированная | гранецентрированная |

В нижеследующей таблице приведены международное обозначение и обозначение по Шёнфлиссу классов симметрии кубической сингонии, а также примеры.
| Название                             | Международное                                               | Международное                     | По Шёнфлиссу | Примеры                                                                          |
| ------------------------------------ | ----------------------------------------------------------- | --------------------------------- | ------------ | -------------------------------------------------------------------------------- |
| Планаксиальный (гексаоктаэдрический) | {\displaystyle {\frac {4}{m}}{\overline {3}}{\frac {2}{m}}} | или {\displaystyle m3m}           | Oh           | Флюорит, медь, галит, сильвин, галенит, куприт, магнетит, гранат, шпинель, алмаз |
| Аксиальный (триоктаэдрический)       | 432                                                         | 432                               | O            |                                                                                  |
| Центральный (дидодекаэдрический)     | {\displaystyle {\frac {2}{m}}{\overline {3}}}               | или {\displaystyle m3}            | Th           | Пирит, кобальтин, сперрилит                                                      |
| Планальный (гексатетраэдрический)    | {\displaystyle {\overline {4}}3m}                           | {\displaystyle {\overline {4}}3m} | Td           | Сфалерит, блеклые руды (теннантит, тетраэдрит, фрайбергит и др), борацит         |
| Примитивный (тритетраэдрический)     | 23                                                          | 23                                | T            | γ-Bi2O3                                                                          |